# 雅江杭子梢
雅江杭子梢（学名：Campylotropis yajiangensis var. yajiangensis）为豆科杭子梢属下的一个变种。

## 扩展阅读
- 維基物種上的相關：雅江杭子梢